# داك هيل (مسيسيبي)
داك هيل (بالإنجليزية: Duck Hill, Mississippi)‏ هي بلدة تقع في مقاطعة مونتغومري (ميسيسيبي) بولاية مسيسيبي في الولايات المتحدة. تبلغ مساحتها 2.7 (كم²)، وترتفع عن سطح البحر 77 م، بلغ عدد سكانها 732 نسمة في عام 2010 حسب إحصاء مكتب تعداد الولايات المتحدة وتصل الكثافة السكانية فيها 278.3 نسمة/كم2.

## التركيبة السكانية
حدّد مكتب تعداد الولايات المتحدة بيانات التركيبة السكانية لداك هيل في تعداد الولايات المتحدة. في ما يلي، التركيبة السكانية حسب تعدادي 2000 و2010.

### تعداد عام 2000
بلغ عدد سكان داك هيل 746 نسمة بحسب تعداد عام 2000، وبلغ عدد الأسر 307 أسرة وعدد العائلات 201 عائلة مقيمة في البلدة. في حين سجلت الكثافة السكانية 278.4 نسمة لكل كيلومتر مربع (721.1/ميل2). وبلغ عدد الوحدات السكنية 331 وحدة بمتوسط كثافة قدره 123.5 لكل كيلومتر مربع (319.9/ميل2).
وتوزع التركيب العرقي للبلدة بنسبة 36.06% من البيض و63.27% من الأمريكيين الأفارقة و0.67% من عرقين مختلطين أو أكثر و0.80% من الهسبانيون أو اللاتينيون من أي عرق.
بلغ عدد الأسر 307 أسرة كانت نسبة 42.3% منها لديها أطفال تحت سن الثامنة عشر تعيش معهم، وبلغت نسبة الأزواج القاطنين مع بعضهم البعض 44.3% من أصل المجموع الكلي للأسر، ونسبة 16.6% من الأسر كان لديها معيلات من الإناث دون وجود شريك،  بينما كانت نسبة 4.6% من الأسر لديها معيلون من الذكور دون وجود شريكة وكانت نسبة 34.5% من غير العائلات. تألفت نسبة 33.2% من أصل جميع الأسر من عدة أفراد يعيشون في نفس المنزل ونسبة 16.9% كانت تتألف من شخص يعيش بمفرده يبلغ من العمر 65 عاماً أو أكثر. وبلغ متوسط حجم الأسرة المعيشية 2.43، أما متوسط حجم العائلات فبلغ 3.11.
بلغ العمر الوسطي للسكان 34.3 عاماً. وكانت نسبة 30.3% من القاطنين تحت سن الثامنة عشر، وكانت نسبة 7% بين الثامنة عشر والرابعة والعشرين عاماً، ونسبة 26.5% كانت واقعةً في الفئة العمرية ما بين الخامسة والعشرين والرابعة والأربعين عاماً، ونسبة 20.4% كانت ما بين الخامسة والأربعين والرابعة والستين، ونسبة 15.8% كانت ضمن فئة الخامسة والستين عاماً فما فوق. يوجد لكل 100 أنثى 81.5 ذكر، ويوجد لكل 100 أنثى في الثامنة عشر من عمرها فما فوق 69.9 ذكر.
بلغ متوسط دخل الأسرة في البلدة 24,118 دولارًا، أما متوسط دخل العائلة فبلغ 29,375 دولارًا. وكان متوسط دخل الذكور 26,731 دولارًا مقابل 17,639 دولارًا للإناث. وسجل دخل الفرد الخاص بالبلدة 11,550 دولارًا. وكانت نسبة 18.9% من العائلات ونسبة 21.4% من السكان تحت خط الفقر، وكان من هؤلاء نسبة 21.3% تحت سن الثامنة عشر ونسبة 32.6% في الخامسة والستين من العمر وما فوق.

### تعداد عام 2010
بلغ عدد سكان داك هيل 732 نسمة بحسب تعداد عام 2010، وبلغ عدد الأسر 311 أسرة وعدد العائلات 197 عائلة مقيمة في البلدة. في حين سجلت الكثافة السكانية 273.1 نسمة لكل كيلومتر مربع (707.3/ميل2). وبلغ عدد الوحدات السكنية 337 وحدة بمتوسط كثافة قدره 125.7 لكل كيلومتر مربع (325.6/ميل2).
وتوزع التركيب العرقي للبلدة بنسبة 30.60% من البيض و67.62% من الأمريكيين الأفارقة و0.41% من الأمريكيين الأصليين و0.14% من الأعراق الأخرى و1.23% من عرقين مختلطين أو أكثر و0.68% من الهسبانيون أو اللاتينيون من أي عرق.
بلغ عدد الأسر 311 أسرة كانت نسبة 32.2% منها لديها أطفال تحت سن الثامنة عشر تعيش معهم، وبلغت نسبة الأزواج القاطنين مع بعضهم البعض 37.3% من أصل المجموع الكلي للأسر، ونسبة 22.8% من الأسر كان لديها معيلات من الإناث دون وجود شريك،  بينما كانت نسبة 3.2% من الأسر لديها معيلون من الذكور دون وجود شريكة وكانت نسبة 36.7% من غير العائلات. تألفت نسبة 34.1% من أصل جميع الأسر من عدة أفراد يعيشون في نفس المنزل ونسبة 15.8% كانت تتألف من شخص يعيش بمفرده يبلغ من العمر 65 عاماً أو أكثر. وبلغ متوسط حجم الأسرة المعيشية 2.35، أما متوسط حجم العائلات فبلغ 3.01.
بلغ العمر الوسطي للسكان 39.3 عاماً. وكانت نسبة 25.1% من القاطنين تحت سن الثامنة عشر، وكانت نسبة 9.7% بين الثامنة عشر والرابعة والعشرين عاماً، ونسبة 21% كانت واقعةً في الفئة العمرية ما بين الخامسة والعشرين والرابعة والأربعين عاماً، ونسبة 26.8% كانت ما بين الخامسة والأربعين والرابعة والستين، ونسبة 17.3% كانت ضمن فئة الخامسة والستين عاماً فما فوق. وتوزع التركيب الجنسي للسكان بنسبة 46.6% ذكور و53.4% إناث.

## أعلام
- لوسي كامبل

## وصلات خارجية
- The US50 - Cities and Towns in Mississippi State
- Mississippi Cities and Towns, Facts, Map, Flag, Colleges, Government, and More